# ربیعا اسکینی
ربیعا اسکینی (زاده ۱۳۲۵، خرم‌آباد، لرستان) حقوقدان برجسته ایرانی، عضو هیئت علمی دانشگاه مفید قم  و نویسنده کتب دانشگاهی در رشته حقوق تجارت است. کتاب‌ها و مقالات متعدد وی از منابع اصلی درسِ حقوق تجارت، تجارت بین‌الملل و داوری بین‌المللی دانشجویان حقوق به‌شمار می‌رود.

او مدرک کارشناسی حقوق خود را در سال ۱۳۴۸ از دانشگاه تهران دریافت کرد، سپس به فرانسه رفت و در دانشگاه نانتر پاریس نائل به دریافت مدرک دکترای حقوق خصوصی گردید. وی هم‌اکنون عضو هیئت علمی دانشکده حقوق دانشگاه مفید قم می‌باشد؛ و در دانشگاه آزاد تهران واحد مرکزی و دانشگاه آزاد زنجان ودانشگاه آزاد قدس نیز جز مدرسین در مقاطع کارشناسی ارشد و دکتری می‌باشد

## برخی از کتاب‌ها
- حقوق تجارت، شرکتهای تجاری (جلد اول)، چاپ پنجم، انتشارات سازمان مطالعه و تدوین کتب علوم انسانی دانشگاه‌ها (سمت)، تهران ۱۳۸۰.
- حقوق تجارت، شرکت‌های تجاری (جلد دوم)، چاپ چهارم، انتشارات سمت، تهران، ۱۳۸۱
- حقوق تجارت، (برات، سفته، قبض، انبار، اسناد در وجه حامل و چک) چاپ پنجم،انتشارات سمت، ۱۳۷۸.
- حقوق تجارت، ورشکستگی و تصفیه امور ورشکسته، چاپ پنجم، انتشارات سمت، تهران، ۱۳۸۱.
- حقوق تجارت (کلیات، منابع، معاملات تجارتی و….)،انتشارات سمت، چاپ دوم، ۱۳۸۰
- حقوق تجارت تطبیقی، چاپ اول، انتشارات مجمع علمی و فرهنگی مجد، تهران، ۱۳۷۳
- حقوق تجارت بین‌الملل بازرگانی (ترجمه)، تألیف پروفسور ژان شاپیرا، چاپ اول،انتشارات و آموزش انقلاب اسلامی، تهران، ۱۳۷۱